# 11e cérémonie des Golden Horse Film Festival and Awards
La 11e cérémonie des Golden Horse Film Festival a eu lieu en 1973. 
Le film le plus primé est Les 14 Amazones de Chen Kang qui remporte six titres.

## Palmarès

### Meilleur film
- The Escape
  - La Fureur du dragon
  - Les 14 Amazones

### Meilleur réalisateur
- Chen Kang pour Les 14 Amazones

### Meilleure actrice
- Shang-Guan Ling-feng pour Acrobatique Kung fu contre gang noir

### Meilleur acteur dans un second rôle
- Wang Yu pour Operation White Shirt

### Meilleure actrice dans un second rôle
- Lisa Lu pour Les 14 Amazones

### Meilleur montage
- Peter Cheung pour La Fureur du dragon

### Prix spécial pour prestation exceptionnelle
- Ti Lung pour Frères de sang
- Chia Ling pour The Escape